# Maurice Willems
Maurice Willems est un footballeur belge né le 24 septembre 1929.
Il a été attaquant au ARA La Gantoise et été le meilleur buteur du championnat de Belgique en 1957, en inscrivant 35 buts. Il est aussi le meilleur buteur de l'histoire du club.
Durant cette même saison, il a été international trois fois et a marqué quatre buts pour les Diables Rouges.

## Palmarès
- International belge en 1956 et 1957 (3 sélections et 4 buts marqués)
- première sélection: le 14 octobre 1956, Belgique-Pays-Bas, 2-3 (match amical où il marque un but)
- Vice-Champion de Belgique en 1955 avec l'ARA La Gantoise
- Meilleur buteur du Championnat de Belgique en 1957 (35 buts)